# ペルー・チリ海溝

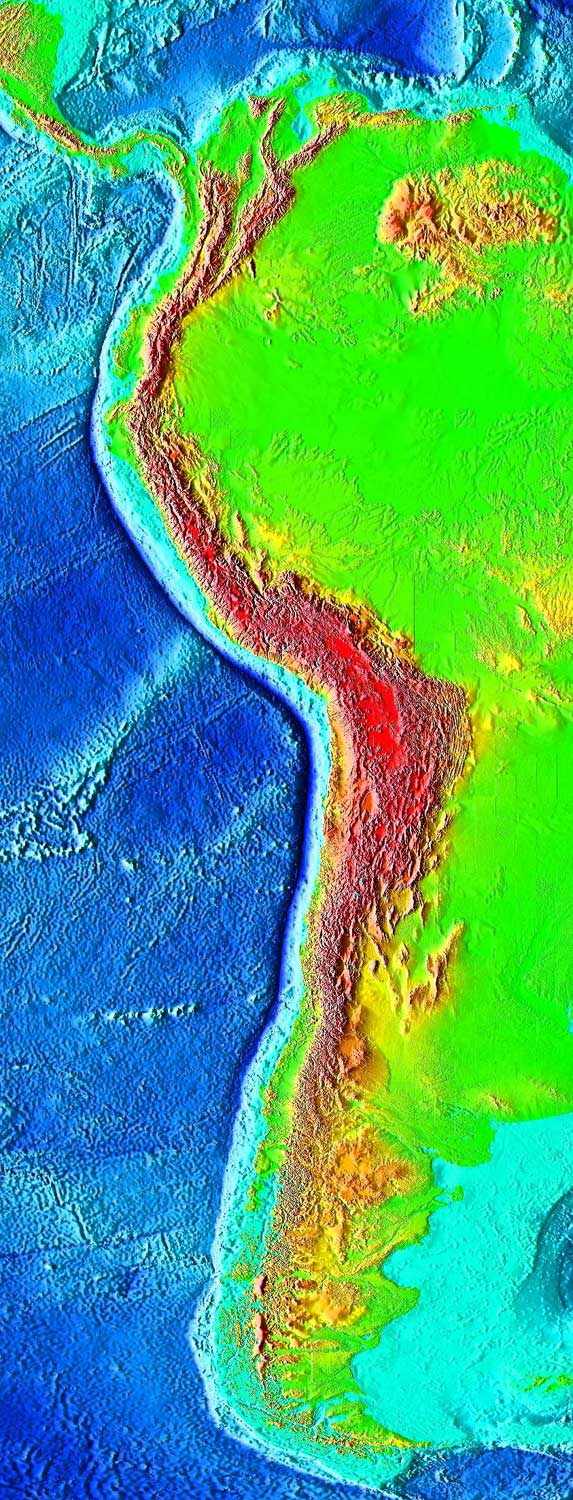
ペルー・チリ海溝

ペルー・チリ海溝（ペルー・チリかいこう、Peru-Chile Trench）は、東太平洋のペルーとチリの沖合い約160kmにある海溝である。アタカマ海溝（Atacama Trench）ともいう。最深部の深度は8,065m、全長は約5,900km、平均幅は約64km、面積は590,000km²である。北部では中央アメリカ海溝に連なる。しばしばチリ地震を起こすことで有名である。
ナスカプレートの東端が南アメリカプレートに沈み込むことにより形成されている。